# Ectobius lagrecai
Ectobius lagrecai är en kackerlacksart som beskrevs av Failla och Andre Messina 1981. Ectobius lagrecai ingår i släktet Ectobius och familjen småkackerlackor. Inga underarter finns listade i Catalogue of Life.